# Jamaaladeen Tacuma

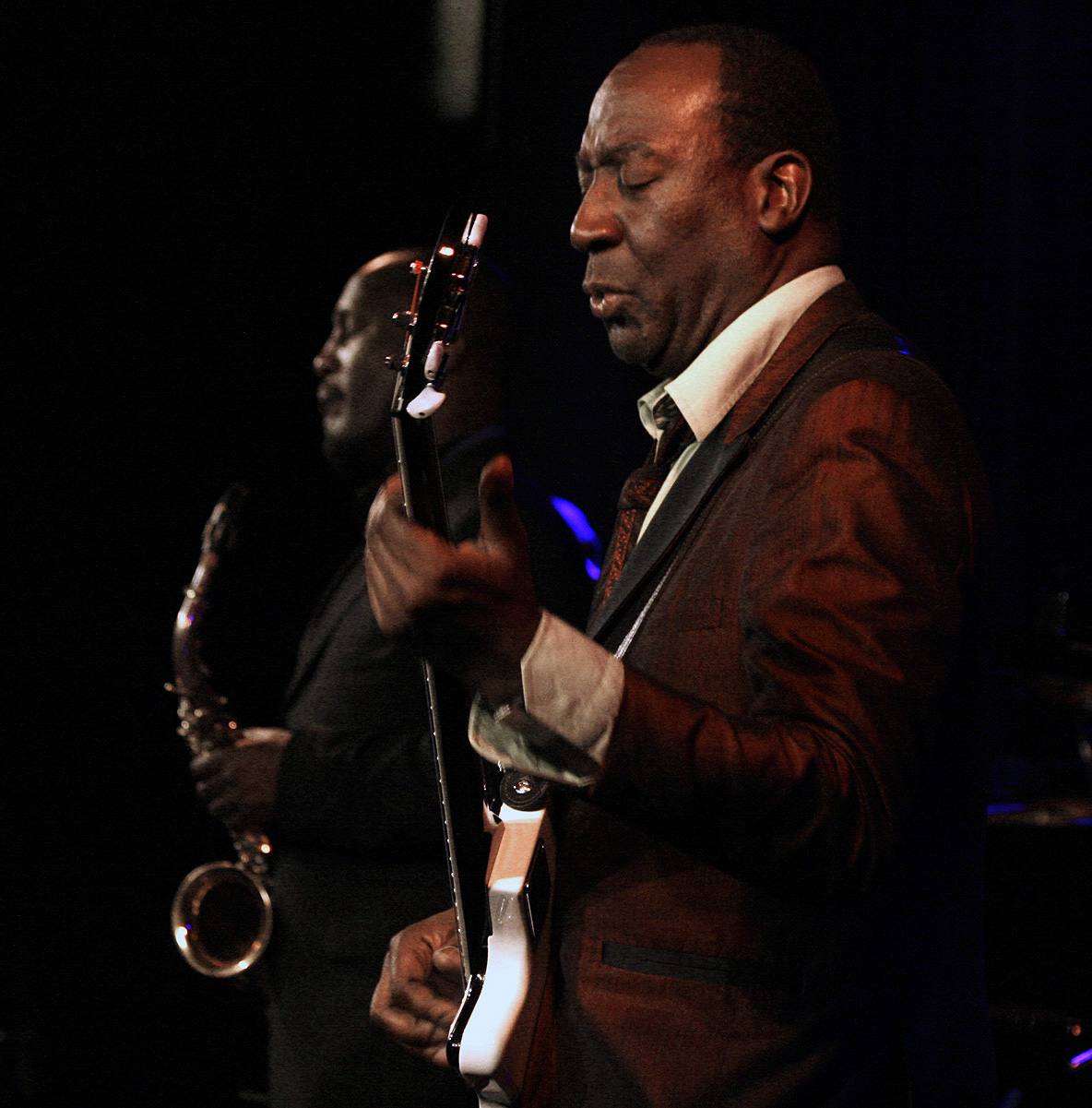
Jamaaladeen Tacuma (mit Tony Kofi, Wien 2008)

Jamaaladeen Tacuma (* 11. Juni 1956 in Hempstead, New York als Rudy McDaniel) ist ein US-amerikanischer Jazzmusiker (E-Bass, Komponist).

## Leben und Wirken
Tacuma wuchs in Philadelphia auf und spielte als Teenager mit dem Organisten Charles Earland. Bereits im Alter von 19 Jahren begann er, mit Ornette Coleman in dessen Formation Prime Time zusammenzuarbeiten. Er war von Dancing In Your Head (1976) über Of Human Feelings bis In All Languages (1987) an allen Tonträgern der Gruppe beteiligt. Tacuma nahm mehrere Platten unter eigenem Namen auf, bei denen neben Coleman u. a. Anthony Davis, Julius Hemphill oder Olu Dara mitwirkten. Er war aber auch an verschiedenen Projekten von Kip Hanrahan beteiligt und spielt immer wieder mit Wolfgang Puschnig (z. B. auf Alpine Aspects), aber auch in Projekten um Christy Doran und Fredy Studer oder Jan Kuiper. Unvergesslich auch seine Zusammenarbeit mit James Blood Ulmer auf dem Album Tales Of Captain Black. Nach dem All Music Guide gehört das Album Mirakle, auf dem Tacuma mit Schlagzeuger Calvin Weston und Gitarrist Derek Bailey zu hören ist, zu den „wichtigsten Aufnahmen des Jahres 2000 (most important recordings of year 2000)“. 2006 wirkte er mit dem World Saxophone Quartet zusammen (Political Blues), mit dem er auch 2009 in einem Hendrix-Programm auf dem Jazzfestival Frankfurt auftrat. Als Musikproduzent war er auch für Simone Kopmajer (The Best in You) tätig.
Tacumas Spiel ist von Funk und von der harmolodischen Auffassung Colemans geprägt.

## Diskographie (Auswahl)
- Show Stopper (Gramavision 1982)
- Renaissance Man (Gramavision 1983)
- So Tranquilizin’ (Gramavision 1984)
- Music World (1986)
- Jukebox (Gramavision 1987, mit Byard Lancaster, Alan Sukennik, Dennis Alston, Alfie Pollit, Frederick Popeye Phineas)
- Boss of the Bass (Gramavision 1993)
- Sound Symphony (1994)
- Jamaaladeen Tacuma with Basso Nouveau Night of Chamber Music (Moers 1994, mit Gerald Veasley, Jerome Hunter, Juan Pablo Nahar, Edgar Bateman)
- Jamaaladeen Tacuma/Wolfgang Puschnig Gemini-Gemini (ITM 1995)
- Jamaaladeen Tacuma/Wolfgang Puschnig Journey into Gemini Territory (ITM 1996)
- Dreamscape (1998, mit Rick Iannacon, Jef Lee Johnson, Ben Schachter, Daryl Kwesi Burge, Adam Guth, Richard Tucker, Jahphar Barron, Ursula Rucker)
- Jamaaladeen Tacuma & Cornell Rochester Meet the Podium Three: Live in Köln (Timeless Records 2000, mit Wolter Wierbos, Paul van Kemenade, Jan Kuiper)
- For the Love of Ornette (Jazzwerkstatt, 2011, mit Ornette Coleman, Tony Kofi, Wolfgang Puschnig, Yoichi Uzeki, Justin Faulkner, Wadud Ahmad, David Fingers Haynes; Bestenliste Preis der deutschen Schallplattenkritik)
- Doran, Stucky, Studer, Tacuma Call Me Helium (Double Moon Records 2015)
- Gnawa Soul Experience (Jam All Productions, 2017)

## Lexigraphische Einträge
- Ian Carr, Digby Fairweather, Brian Priestley: Rough Guide Jazz. Der ultimative Führer zur Jazzmusik. 1700 Künstler und Bands von den Anfängen bis heute. Metzler, Stuttgart/Weimar 1999, ISBN 3-476-01584-X.
- Wolf Kampmann (Hrsg.), unter Mitarbeit von Ekkehard Jost: Reclams Jazzlexikon. Reclam, Stuttgart 2003, ISBN 3-15-010528-5.